# Cristoval Nieves
Cristoval "Boo" Nieves, född 23 januari 1994, är en amerikansk professionell ishockeyforward som är kontrakterad till NHL-organisationen New York Rangers och spelar för deras primära samarbetspartner Hartford Wolf Pack i American Hockey League (AHL). Han har tidigare spelat på lägre nivåer för Michigan Wolverines (University of Michigan) i National Collegiate Athletic Association (NCAA) och Indiana Ice i United States Hockey League (USHL).
Nieves draftades i andra rundan i 2012 års draft av New York Rangers som 59:e spelare totalt.

## Statistik
| 2009–2010   | Syracuse Jr. Nationals |             | 60  | 30 | 42 | 72  | 70 | — | — | — | — | — |
| 2010–2011   | Kent School            |             | 22  | 11 | 28 | 39  | 6  | — | — | — | — | — |
| 2011–2012   | Kent School            |             | 26  | 7  | 32 | 39  | 2  | — | — | — | — | — |
|             | Indiana Ice            | USHL        | 13  | 2  | 8  | 10  | 2  | — | — | — | — | — |
| 2012–2013   | Michigan Wolverines    | NCAA        | 40  | 8  | 21 | 29  | 18 | — | — | — | — | — |
| 2013–2014   | Michigan Wolverines    | NCAA        | 34  | 3  | 18 | 21  | 18 | — | — | — | — | — |
| 2014–2015   | Michigan Wolverines    | NCAA        | 35  | 7  | 21 | 28  | 18 | — | — | — | — | — |
| 2015–2016   | Michigan Wolverines    | NCAA        | 35  | 10 | 21 | 31  | 18 | — | — | — | — | — |
|             | Hartford Wolf Pack     | AHL         | 8   | 2  | 3  | 5   | 0  | — | — | — | — | — |
| 2016–2017   | New York Rangers       | NHL         | 1   | 0  | 0  | 0   | 0  | — | — | — | — | — |
|             | Hartford Wolf Pack     | AHL         | 13  | 1  | 5  | 6   | 0  | — | — | — | — | — |
| NHL totalt  | NHL totalt             | NHL totalt  | 1   | 0  | 0  | 0   | 0  | — | — | — | — | — |
| AHL totalt  | AHL totalt             | AHL totalt  | 21  | 3  | 8  | 11  | 0  | — | — | — | — | — |
| NCAA totalt | NCAA totalt            | NCAA totalt | 144 | 28 | 81 | 109 | 72 | — | — | — | — | — |